# Florencio Harmodio Arosemena
Florencio Harmodio Arosemena, né le 17 septembre 1872 à Panama et mort le 30 août 1945 à New York, est un homme politique panaméen. Il est président du Panama du 1er octobre 1928 au 3 janvier 1931.